# 黄石镇 (宁都县)
黄石镇，是中华人民共和国江西省赣州市宁都县下辖的一个乡镇级行政单位。

## 行政区划
黄石镇下辖以下地区：
黄石村、陂塘村、王元丘村、沙子岭村、璜村、山梓村、江口村、大岭村、大洲塘村、阳都村、大雅坪村、罗屋村、田坑村、石头村和石子头村。